# Forte romano de Ambleside

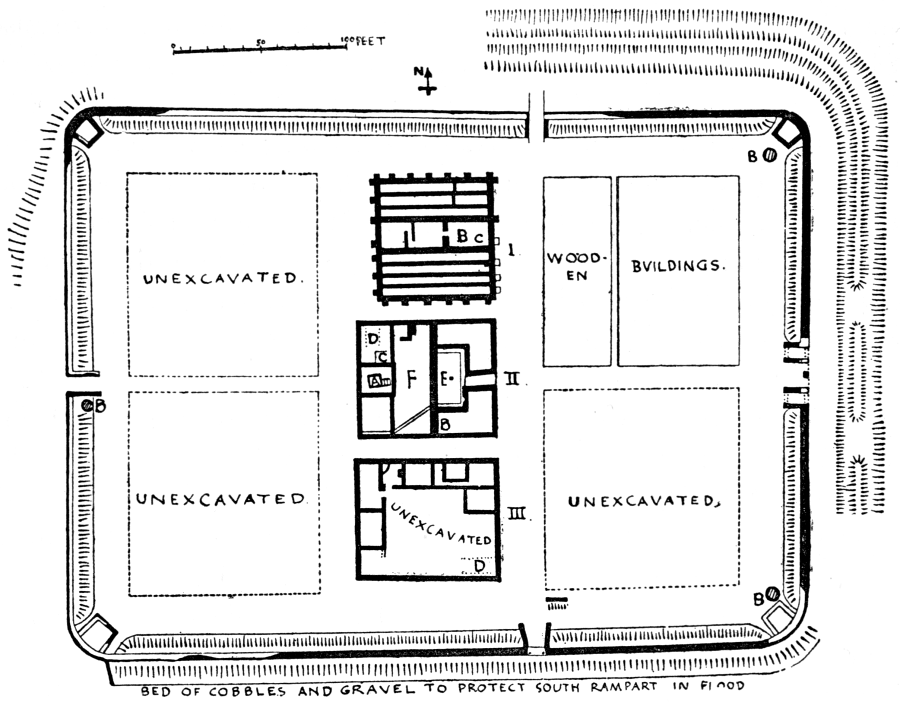
Plano do forte Ambleside, publicado em 1915. I. Celeiros; II Quartel general; III Casa do Comandante; A. Adega; B. Lareira ou Forno; C. Depósito de milho; D. Vala, talvez pertencente ao forte mais antigo; E. Tribunal Externo da Sede; F. Tribunal Interno

O forte romano de Ambleside, são restos de um forte da província romana de Britânia. As ruínas foram provisoriamente identificadas como Galava ou Clanoventa, ambas mencionadas no Itinerário Antonino. Datado ao século I ou II d.C, suas ruínas estão localizadas na costa norte de Windermere em Waterhead, perto de Ambleside, no condado inglês de Cumbria, dentro dos limites do Parque Nacional do Lake District..
O forte guardava a estrada romana de Brougham a Ravenglass. Também se supõe que tenha havido uma estrada ao sul para o forte em Kendal. Em 2016, foi relatado que a tecnologia LIDAR havia revelado uma estrada romana ao norte do forte Ambleside até Carlisle e outra ao noroeste até Papcastle. Essas estradas foram descritas anteriormente por John Horsley em sua Britannia Romana de 1732.
As ruínas são uma estrutura tombada de grau I do sistema inglês de tombamento se enquadrando como estrutura de excepcional importância. O local é aberto ao público e pertence e é gerenciado pelo National Trust.

## Localização
O forte romano de Ambleside está situado a aproximadamente um quilômetro ao sul do centro da cidade de Ambleside, no extremo norte de Windermere, nas margens leste dos rios Brathay e Rothay. As ruínas ocupam um campo, conhecido como Campo Borrans, entre o Brathay e o Parque Borrans.
Os restos do forte estão situados em uma plataforma de areia e cascalho em Borrans Fields, que sobe suavemente da margem do lago. O forte fica a menos de 2 metros (6,6 pé)metros acima do nível da água do lago. O forte é limitado a sul e oeste por pântanos, e um afloramento de rochas domina a seção norte do campo de Borrans. A base subjacente é o tufo vulcânico da Formação Lincomb Tarns Tuff, revestido com aluvião. O solo está drenando livremente o barro.

## Identificação
Presume-se que o nome do forte esteja registrado na Rota X do Itinerário de Antonino. A rota X registra nove nomes de lugares no que é agora o noroeste da Inglaterra. Rivet e Smith propuseram em 1979 que a rota seguisse do Bremetennacum (hoje Ribchester), com segurança identificada, até Ravenglass a costa cumbriana, e que o forte de Ambleside seria o "Galava" do itinerário; isso era aceito na época e foi adotado pela Pesquisa sobre Ordnance. No entanto, a alocação dos nomes romanos em uma rota direta levou a conflitos entre a etimologia dos nomes de lugares no Itinerário e a topografia local. Sugestões de rotas alternativas em conformidade com a topografia local sugeridas pelos nomes dos lugares resultaram em divergência acentuada da distância registrada entre Alone (atribuído a Watercrook) e Galava. Ian Smith sugeriu uma solução para o problema equiparando Alone a Lancaster por razões etimológicas e colocou Galava no rio Bela, provavelmente em Beetham, na Cúmbria. De Beetham, a rota seguiria para o interior, colocando Clanoventa em Ambleside. Clanoventa é interpretado como significando "mercado costeiro, cidade ou campo" e Smith defende esse nome como mais apropriado que Galava, dada a localização à beira do lago e o significado de Galava de "uma corrente forte ou vigorosa". Publicações mais recentes, como as do arqueólogo David Shotter, tentaram apoiar a interpretação do Forte Romano de Ambleside como Clanoventa.

## Histórico do local
A versão mais antiga e menor do forte provavelmente foi fundada no tempo de Agricola (80–5) e foi ocupada até pelo menos 365. Os primeiros investigadores sugeriram que ele poderia ter sido abandonado após 85 e reocupado no tempo de Adriano (117–138). No entanto, análises mais recentes de cerâmica recuperada de fora do forte não mostraram evidências de quebra de ocupação entre 100 e 160. Escavações das torres indicam que ela foi destruída uma ou duas vezes nos séculos II ou III, mas as evidências não são claras.  O forte parece ter tido um grande assentamento extramural e aparentemente era um centro significativo de armazenamento e comércio local.

### História moderna
O local do forte foi doado ao National Trust em 1913, depois de ser comprado com fundos arrecadados por doações, uma parte significativa da qual foi coletada localmente. Os restos do forte foram escavados na segunda década do século 20 pelo historiador Robin George Collingwood, que havia se envolvido no esforço de arrecadação de fundos para salvar os restos da ameaça de desenvolvimento.  Isso incluiu investigações dos portões, muralhas, torres, as principais estruturas no centro do forte e o quartel. Durante essas escavações, os restos de uma versão anterior do forte foram descobertos perto dos edifícios centrais; estes incluíam valas e paredes. A versão anterior do forte parecia ser menor que a versão posterior.
As escavações do extenso assentamento romano-britânico fora do forte foram realizadas nas décadas de 1960 e 1970, com investigações adicionais realizadas na década de 1980. Uma pesquisa geofísica foi realizada em 2013 pela Oxford Archaeology North. Esta pesquisa registrou o contorno do forte, parte do layout interno, duas das quatro torres de esquina, algumas das defesas e muralhas e alguns detalhes das defesas externas. A pesquisa também retornou evidências sugestivas de restos de assentamentos ao norte do forte.

## Descrição do Local

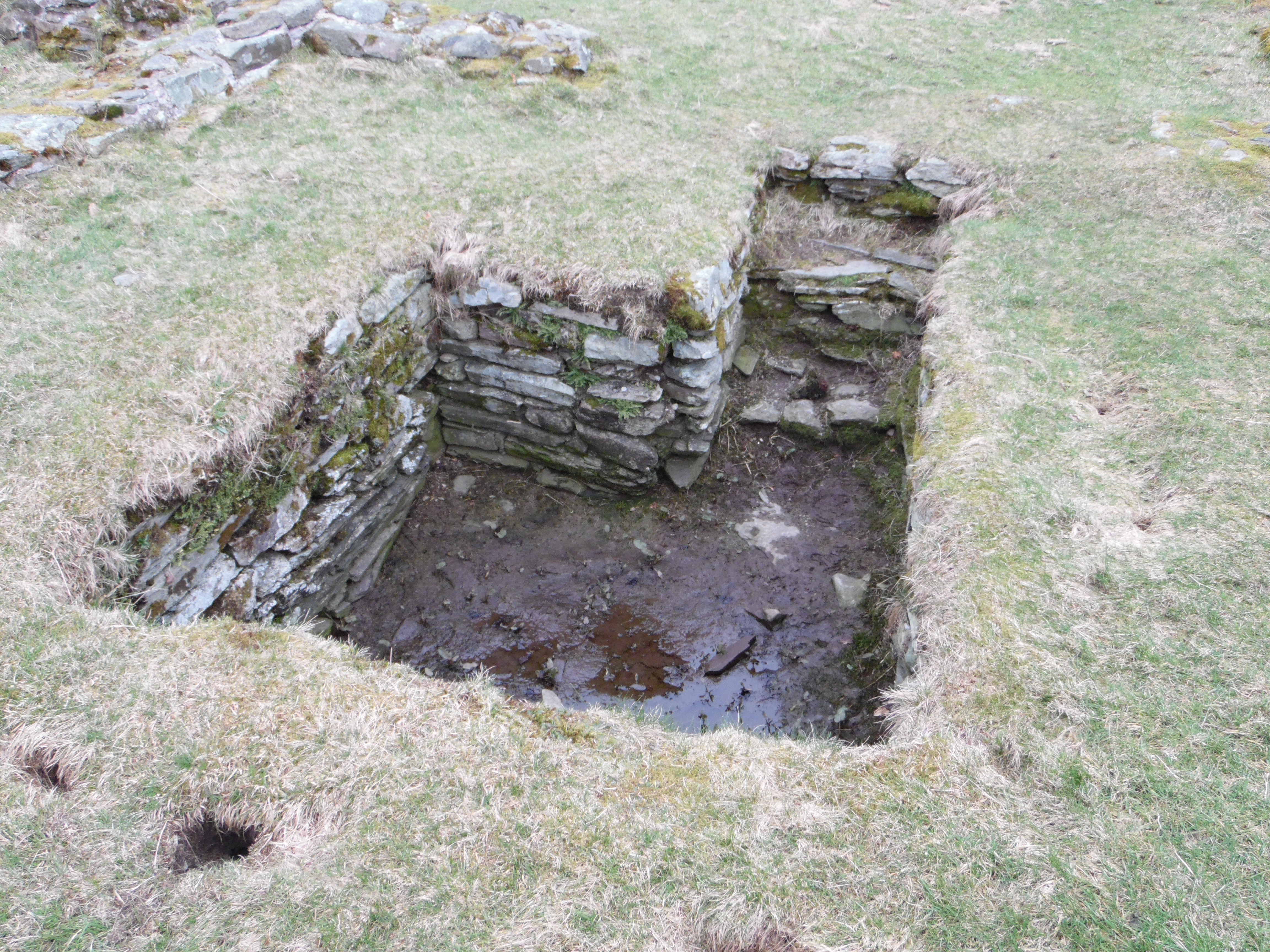
A sala forte do edifício II

O forte consistia em um recinto retangular medindo aproximadamente 91 x 130m   e cobrindo uma área de quase 12 hectares. O forte tinha torres em cada esquina, e foi cercado por uma área de 12 metros por uma parede espessa de pedra. Uma rampa de barro apoiava a parede por dentro e uma vala corria do lado de fora.
O acesso ao forte foi dado por quatro portões, um de cada lado. Três desses portões eram estreitos pontos de entrada de largura única, enquanto o portão leste era de largura dupla e ladeado por postos de guarda.  Uma estrada se estendia disso através do Borrans Park.
Os prédios principais estavam dispostos em uma fileira no centro do interior do forte.
Os quartéis foram pelo menos parcialmente construídos com madeira.
O Edifício I consistiu de um par de celeiros, separados por um amplo espaço de 46 metros que antes continha fornos. A presença de fornos e restos de cereais indica que essa área provavelmente foi usada para secar grãos. Não se sabe se esta área foi coberta. Os próprios celeiros mediam longos 20 metros (leste-oeste) e eram de um plano romano padrão, com contraforte externo e com janelas para ventilação.  Os celeiros foram reconstruídos em pelo menos uma ocasião.
O edifício II era o princípia ou pretório e era muito semelhante ao exemplo de Hardknott, a cerca de 16 quilômetros ao oeste e media 21 x 23m. O edifício era acessado pelo leste e tinha dois pátios e três escritórios que ficavam no interior deles. O escritório central era o sacelo, e era usado para armazenar os altares e estandartes da guarnição. Continha uma   adega quadrada acessada por uma escada de pedra; isso provavelmente foi usado como um forte voltado para os fundos regimentais. Era provável que tivesse sido abobadado com madeira, em vez de pedra, como em outros locais. No escritório do norte, os restos de uma caixa de grãos foram escavados, identificados a partir de madeira e restos de cereais. O pátio interno continha um edifício isolado no lado norte, e todo o pátio pode ter sido coberto. Os restos de uma lareira ou forno foram encontrados dentro da colunata ao redor do pátio externo.
O edifício III era a casa do comandante. O edifício tinha dois andares, e media 21 x 24m. Estava em conformidade com um plano padrão de salas dispostas em torno de um claustro que envolvia um pequeno pátio.

## Achados associados
Uma lápide encontrada em Ambleside tinha uma inscrição que se traduz como "morta dentro do forte pelo inimigo", indicando que em algum momento o forte foi atacado, mas que o controle romano da área continuava.
As descobertas das escavações do início do século XX incluíram algumas moedas de Faustina, a Jovem (161-175), Júlia Domna (193-217) e Valente (364-378). Os achados cerâmicos incluíam mercadorias samianos datados de aproximadamente 80 e posteriores; isso incluiu alguns exemplos de utensílios samianos alemães. Outras descobertas incluíram uma colher de prata, pedaços de vidro, vários artefatos de bronze e ferro, uma bacia de chumbo e sete balas de estilingue.
Durante as investigações associadas a um projeto de construção de estradas, em 1982, uma pulseira de fio de ouro trançado foi recuperada do despojo de empreiteiros perto do forte. Uma variedade de fragmentos de cerâmica foi recuperada, a maioria datando dos períodos Adriano e Antonino.

## Acesso
O local é aberto ao público. As descobertas estão em exibição no Museu de Kendal.